# Enoplognatha marmorata
Enoplognatha marmorata là một loài nhện trong họ Theridiidae.
Loài này thuộc chi Enoplognatha. Enoplognatha marmorata được Nicholas Marcellus Hentz miêu tả năm 1850.